# Enneobranchus flavioculatus
Enneobranchus flavioculatus is een tienpotigensoort uit de familie van de Paguridae. De wetenschappelijke naam van de soort is voor het eerst geldig gepubliceerd in 1988 door García-Gómez.